# Station Cerdanyola del Vallès
Cerdanyola del Vallès is een treinstation in het oosten van de gelijknamige plaats, gelegen op lijn 4, lijn 7 en lijn 12 van Rodalies Barcelona.
Het station werd in 1855 geopend toen de lijn tussen Montcada i Reixac - Manresa en Sabadell Nord in gebruik genomen werd. In 2016 maakten 1.981.000 reizigers gebruik van dit station.

## Lijnen
| Eindbestemming                                | Vorig station                   | Lijn | Volgend station        | Eindbestemming         |
| --------------------------------------------- | ------------------------------- | ---- | ---------------------- | ---------------------- |
| Sant Vicenç de Calders Vilafranca del Penedès | Montcada i Reixac - Santa Maria |      | Barberà del Vallès     | Terrassa Manresa       |
| Sant Andreu Arenals                           | Montcada i Reixac - Santa Maria |      | Cerdanyola Universitat | Cerdanyola Universitat |
| L'Hospitalet de Llobregat                     | Montcada i Reixac - Santa Maria |      | Barbera del Vallès     | Lleida Pirineus        |